# Revolta de Janeiro

Brasão de armas
da Revolta de Janeiro

A Revolta de Janeiro foi a mais longa insurreição polaca contra a Rússia czarista: começou em 22 de janeiro de 1863, e os últimos insurgentes não foram capturados até 1865.

## Visão geral

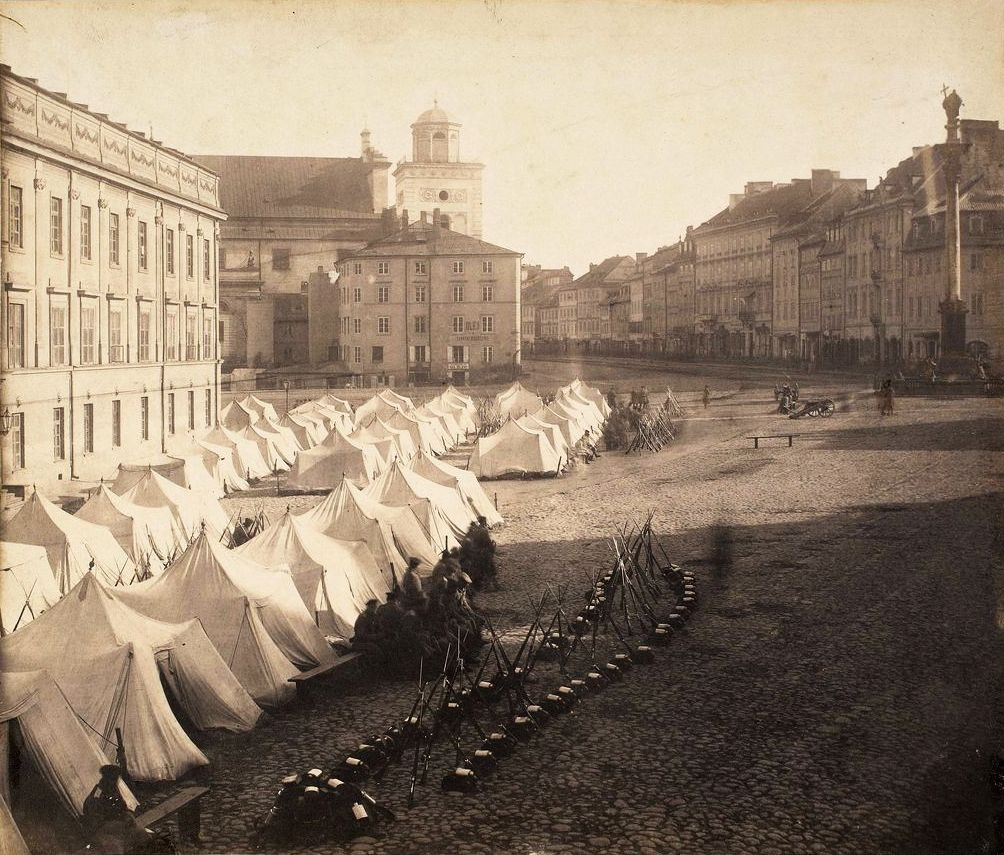
Exército russo em Varsóvia durante a lei marcial de 1861.

A Revolta de Janeiro começou como um protesto espontâneo de jovens polacos contra o alistamento no Exército russo. A revolta foi logo apoiada por vários políticos e oficiais de alta patente polaca do exército czarista. Os revoltosos logo cresceram em número e, sem qualquer ajuda externa, foram forçados a recorrer a táticas de guerrilha. 
Foi a insurgência mais longeva na Polónia pós-partição. O conflito envolveu todos os níveis da sociedade e, sem dúvida, teve profundas repercussões nas relações internacionais contemporâneas e, em última análise, provocou uma mudança de paradigma social e ideológico em eventos nacionais que passaram a ter uma influência decisiva no desenvolvimento subsequente da sociedade polaca.
Os insurretos não conseguiram qualquer vitória militar importante e, no decorrer da campanha, nenhuma grande cidade ou fortificação foi recapturada na Polónia ocupada. A revolta conseguiu, contudo, sucesso em neutralizar o efeito da abolição, pelo Czar, da servidão na partição russa, que tinha sido planeada para convencer os camponeses polacos a não serem mais o suporte do restante da nação. 
As severas represálias contra os poloneses, em razão da revolta, tais como execuções públicas ou deportações para a Sibéria, levaram muitos a abandonar a luta armada e a retornar à ideia de "trabalho orgânico" — o auto-aperfeiçoamento econômico e cultural.

## História
Após uma série de tumultos patrióticos, o regente russo do Tsar Alexandre II introduziu a lei marcial na Polônia, em 14 de outubro de 1861. A revolta eclodiu no momento em que havia uma calma generalizada na Europa e na Rússia, e quando o Partido Revolucionário não tinha suficientes meios para armar e equipar os grupos de jovens que estavam escondidos nas florestas para fugir à ordem de Alexandre II, para que se alistassem no exército russo. 
Ao todo, cerca de 10 000 homens reuniram-se em torno da bandeira revolucionária. Eles foram recrutados, principalmente, nas classes trabalhadoras da cidade e do funcionalismo administrativo, embora houvesse também uma considerável participação dos filhos mais jovens da szlachta mais pobre e, igualmente, uma quantidade de padres do baixo clero.
Para lidar com esses mal armados grupos, o governo tinha a sua disposição, na Polônia, um exército bem treinado de 90 000 homens sob o comando do General Ramsay, 60 000 tropas na Lituânia e 45 000 em Volhynia. Parecia que a rebelião seria esmagada em curto tempo. 
A sorte foi lançada, e o governo provisório se dedicou à grande tarefa com empenho. Publicou um manifesto, no qual declarava "todos os filhos da Polônia livres e cidadãos iguais, sem distinção de credo, condições e classe social." Declarou ainda que a terra cultivada pelos camponeses, fosse na base de arrendamentos ou serviços, doravante se transformaria em suas propriedades incondicionais. Aos senhores de terras, a título de compensação, seriam distribuídos os fundos gerais do Estado. 
O governo revolucionário fez o melhor possível para prover e abastecer os desarmados, espalhando guerrilhas pelo território. Durante o mês de fevereiro, foram oitenta encontros sangrentos com os russos. Enquanto isso, enviou um apelo às nações do oeste europeu, recebido, em toda a parte, desde a Noruega até Portugal, com sinceras e comovidas respostas. O Papa Pio IX pediu uma prece especial para o sucesso das forças polonesas, tendo sido muito ativo em provocar a simpatia para com o sofrimento dessa nação.

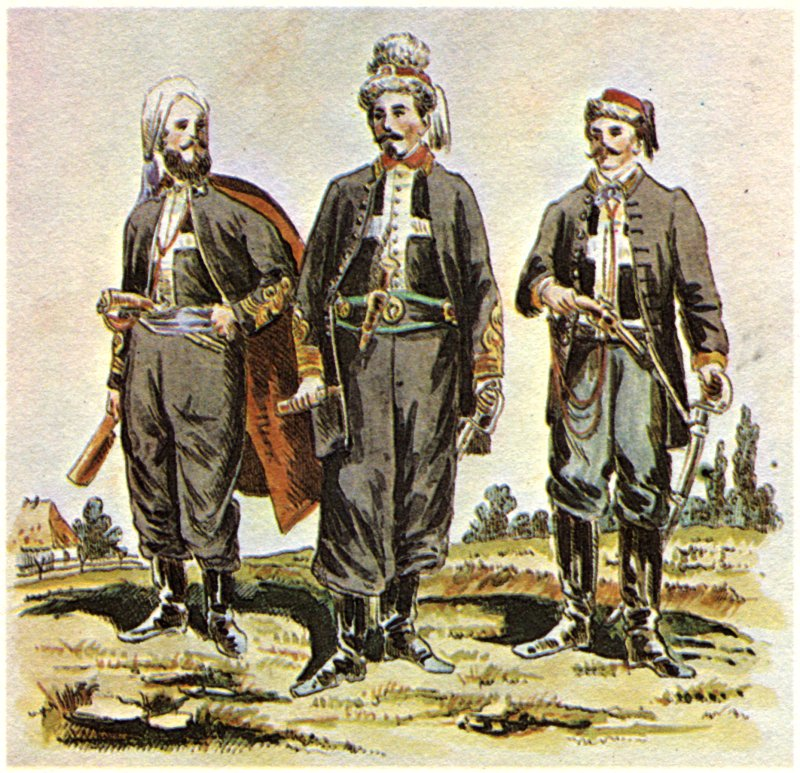
"Zuavos da Morte" (żuawi śmierci), uma unidade de revoltosos organizada por François Rochebrune em 1863. Desenho (publicado em 1909) por K. Sariusz-Wolski, a partir de uma fotografia. Da esquerda para a direira: Conde Wojciech Komorowski, Coronel François Rochebrune, Tenente Bella.

O governo provisório contava com uma revolta revolucionária na Rússia, onde o descontentamento com o regime autocrático parecia, na ocasião, ser muito predominante. Também confiou em um ativo apoio de Napoleão III, particularmente depois que a Prússia, prevendo um inevitável conflito armado com a França, fez propostas amigáveis à Rússia e ofereceu sua assistência para suprimir a revolta polonesa. 
No dia 14 de fevereiro, os acordos já tinham sido completados, e o Embaixador britânico em Berlim informou a seu governo que um enviado militar prussiano "tinha concluído um acordo com o Governo russo, onde os dois governos concordavam em fornecer facilidades entre si, a fim de suprimirem os movimentos de revolta que estavam acontecendo na Polônia. As ferrovias prussianas estariam também disponíveis às autoridades russas, para o transporte das tropas através do território prussiano, de uma parte a outra do Reino da Polônia." 
Este gesto de Otto von Bismarck causou protestos por parte de vários governos e motivou ainda mais a nação polonesa. O resultado foi a transformação de uma insignificante revolta em uma outra guerra nacional contra a Rússia. Encorajada pelas promessas feitas por Napoleão III, toda a nação, influenciada pelos conselhos de Wladyslaw Czartoryski, filho do Príncipe Adam, pegou em armas. Demonstrando sua solidariedade para com a nação, todos os poloneses que mantinham cargos sob o Governo russo, incluindo o Arcebispo de Varsóvia, renunciaram a suas posições e apresentaram-se ao recém constituído Governo polonês, que era composto de cinco dos seus mais proeminentes representantes.
Esta transformação da revolta em uma guerra mudou todo o aspecto da situação. Um exército de 30 000 homens foi logo organizado, e novos acréscimos foram feitos. As pessoas ricas das cidades e por todo o país doaram grandes somas em dinheiro. A nobreza da Galícia e do Ducado de Poznań sustentaram a guerra com dinheiro, suprimentos e homens. A Lituânia surgiu sob o comando de Konstanty Kalinowski, e logo a chama da guerra se espalhou pela Samogítia, Livônia, Bielorrússia, Volhynia, Podolia e mesmo em alguns lugares da Ucrânia.

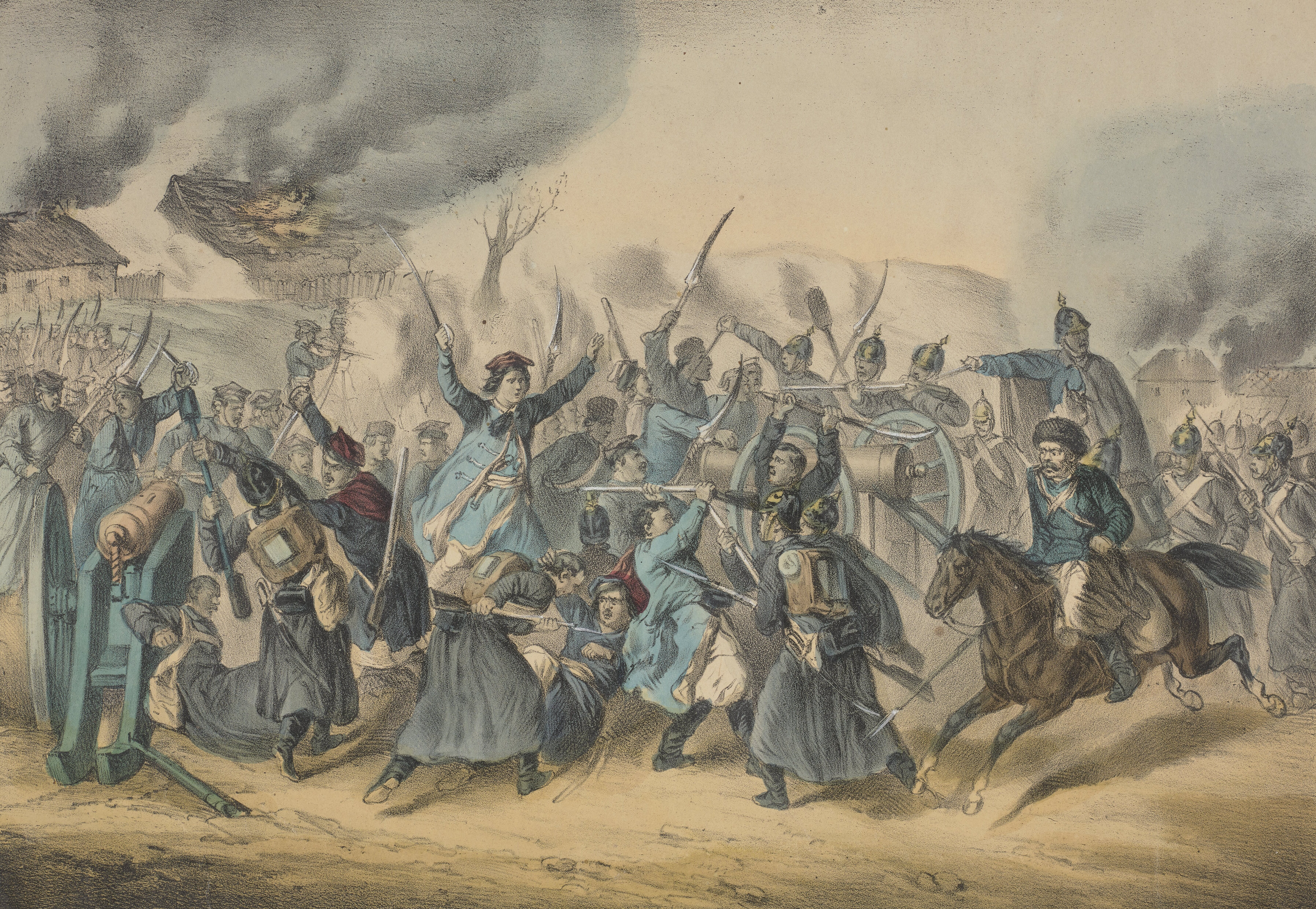
Batalha de Węgrów 1863

A intervenção diplomática das Forças a favor da Polônia mais atrapalhou do que ajudou. Alienou a Áustria, que até então tinha mantido uma amigável neutralidade com relação à Polônia e não tinha interferido nas atividades polonesas na Galícia. Prejudicou a opinião pública entre os grupos radicais na Rússia que, até aquele momento, tinha sido favorável, uma vez que os radicais consideravam a revolta um levante social, não um movimento nacionalista. Isso provocou no Governo russo uma reação mais enérgica, visando a apressar a supressão das hostilidades, que estavam crescendo em tamanho e determinação.
Além disso, milhares caíram nas batalhas, 128 homens foram enforcados pessoalmente por Mikhail Muravyov ('Muravyov, o Carrasco') e 9 423 homens e mulheres foram exilados na Sibéria (2 500 homens, segundo dados mais baixos do Governo russo; Norman Davies dá o número de 8 000, sendo esta a maior deportação da história da Rússia). Aldeias e cidades inteiras foram destruídas e queimadas. Todas as atividades foram suspensas, e a szlachta, arruinada pelo confisco e impostos exorbitantes.
Tal foi a brutalidade das tropas russas, que suas ações foram condenadas em toda a Europa, até mesmo na própria Rússia. Muravyov foi condenado. O Conde Berg, recém-indicado Governador-Geral da Polônia, seguiu os passos de Muravyov, empregando medidas desumanamente severas contra o país. Os membros do Partido vermelho criticaram o governo Conservador por sua política reacionária em relação aos camponeses, mas se enganaram em suas esperanças em Napoleão III. 
O Governo contava com o apoio francês e persistiu neste ponto. Foi somente após o altamente respeitado e sábio Romuald Traugutt tomar o caso em suas mãos, que o aspecto da situação se tornou mais claro. Ele reverteu a política do primeiro governo provisório e procurou trazer a massa de camponeses para a participação ativa, garantindo a eles as terras em que trabalhavam, e incentivando todas as classes a se avolumarem. 
A resposta foi generosa, mas não total. A política inteligente foi adotada tarde demais. O Governo russo já vinha trabalhando entre os camponeses, na maneira acima descrita, dando a eles pedaços de terras através de simples solicitações. O campesinato estava completamente satisfeito, optando por não se envolver com os revolucionários. 
A luta continuou intermitente por vários meses. Entre os generais, o Conde Józef Hauke-Bosak foi o que mais se destacou como comandante das forças revolucionárias e tomou várias cidades do infinitamente superior exército russo. Quando Romuald Traugutt e quatro outros membros do Governo polonês foram presos pelas tropas russas e executados na cidadela de Varsóvia, a guerra no curso da qual foram lutadas seiscentas e cinquenta batalhas e escaramuças, somando vinte e cinco mil poloneses mortos, chegou a um rápido fim na última metade de 1864, tendo durado durante dezoito meses. 
É interessante notar que o conflito ainda persistiu em Zmudz e Podlasie, onde a população Uniate, maltratada e perseguida por suas convicções religiosas, levantou por muito tempo a bandeira revolucionária. A revolta foi finalmente esmagada pela Rússia em 1864.

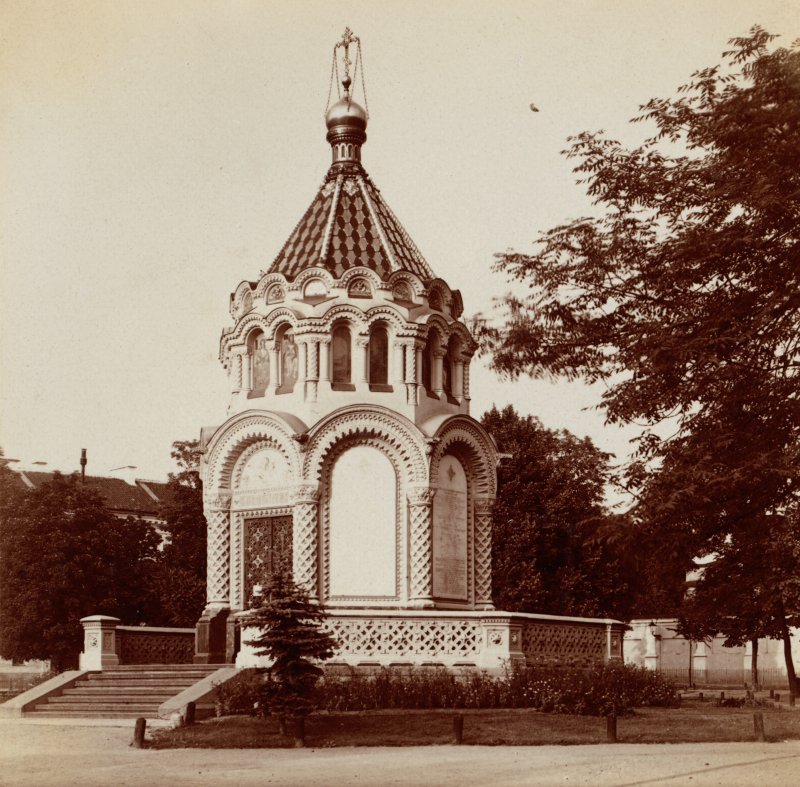
Uma capela em Vilnius em comemoração à Revolta de Janeiro de 1863.

Depois do fracasso, seguiram-se severas represálias. Segundo informações oficiais russas, 396 pessoas foram executadas, e 18 672 foram exiladas na Sibéria. Grande número de homens e mulheres foram mandados para o interior da Rússia e para o Cáucaso, Urais e outras regiões. Ao todo, cerca de 70 000 pessoas foram aprisionadas e, posteriormente, enviadas para fora da Polônia e colocadas nas remotas regiões da Rússia. 
O governo confiscou 1 660 pessoas na Polônia e 1 794 na Lituânia. Um imposto de renda de 10% foi exigido a todas as propriedades, como indenização de guerra. Somente em 1869 esta taxa seria reduzida para 5% de todas as receitas. 
Além da garantia da terra aos camponeses, o Governo russo deu-lhes também florestas, pastos e outros privilégios (conhecidos pelo nome de servitudes), que provaram-se uma fonte de incessante irritação entre os proprietários de terras e camponeses, além de sérias dificuldades para um desenvolvimento econômico racional. 
O governo confiscou todas as propriedades e fundos da igreja, fechou monastérios e conventos. Com exceção das instruções religiosas, todos os outros estudos nas escolas foram efetuados no idioma russo. O russo também tornou-se a língua oficial do país, usado exclusivamente em todos cargos do governo local e geral. Todos os vestígios da antiga autonomia polonesa foram removidos, e o reinado foi dividido em dez províncias, cada uma com um governador militar russo designado, todas elas sob o completo controle do Governador-Geral de Varsóvia. Todos os antigos funcionários do governo foram destituídos de suas posições.

## Insurgentes famosos
- Stanisław Brzóska (1832-1865) foi um padre polonês e comandante até o fim da revolta
- Władysław Niegolewski (1819-1885) foi um político liberal polonês e membro do parlamento, um insurgente nas revoltas polonesas de 1846, 1848 e na de janeiro de 1863. Foi o co-fundador em (1861) da Sociedade Central Econômica e em (1880) da Sociedade de Bibliotecas das Pessoas.
- São Raphael Kalinowski, nasceu Joseph Kalinowski na Lituânia, deixou de ser capitão do exército russo para tornar-se Ministro da Guerra dos insurgentes poloneses. Ele foi preso e sentenciado à morte por um pelotão de fuzilamento, mas a sentença foi depois mudada para 10 anos na Sibéria, incluindo uma extenuante jornada de nove meses até chegar lá.